# Distrito electoral de Maple Creek (condado de Colfax, Nebraska)
Maple Creek (en inglés: Maple Creek Precinct) es un distrito electoral ubicado en el condado de Colfax en el estado estadounidense de Nebraska. En el Censo de 2010 tenía una población de 149 habitantes y una densidad poblacional de 1,61 personas por km².

## Geografía
Maple Creek se encuentra ubicado en las coordenadas 41°36′57″N 96°57′34″O / 41.61583, -96.95944. Según la Oficina del Censo de los Estados Unidos, Maple Creek tiene una superficie total de 92.42 km², de la cual 92.31 km² corresponden a tierra firme y (0.12%) 0.11 km² es agua.

## Demografía
Según el censo de 2010, había 149 personas residiendo en Maple Creek. La densidad de población era de 1,61 hab./km². De los 149 habitantes, Maple Creek estaba compuesto por el 95.97% blancos, el 0% eran afroamericanos, el 0% eran amerindios, el 0% eran asiáticos, el 0% eran isleños del Pacífico, el 4.03% eran de otras razas y el 0% pertenecían a dos o más razas. Del total de la población el 8.05% eran hispanos o latinos de cualquier raza.